# كويستيلو
كويستيلو (مانتوفانو السفلى : Quistèl) هي بلدية (بلدِيّة) في مقاطعة مانتوفا في منطقة لومباردي الإيطالية، وتقع على بعد حوالي 150 كيلومتر (93 ميل) جنوب شرق مدينة ميلانو وحوالي 20 كيلومتر (12 ميل) جنوب شرق مانتوفا.
تقع كويستيلو على حدود البلديات التالية: كونكورديا سولا سيكيا، موغليا، كوينجنتو، سان بينيديتو بو، سان جياكومو ديلي سيجنيت، سان جيوفاني ديل دوسو، شيفينوجليا، سوستينتي .

## روابط خارجية
- الموقع الرسمي